# バイオプラスチック
バイオプラスチック（bioplastic plastic、biomass-based plastic）とは、バイオマスを原料としたプラスチックと生分解性を持つプラスチックの総称である。
ただしバイオマス由来であるからと言って生分解性があるとは限らず、逆に生分解性があるからといって原料がバイオマスだとも限らない。したがって、「バイオプラスチック」という表現では、共存するとは限らない二者の性質の有無を区別できないため、誤解を招き得る。
そのため、日本バイオプラスチック協会のHPなどでは、原料がバイオマスであるプラスチックは、「バイオマスプラスチック」と表記され、生分解性を持つプラスチックは「生分解性プラスチック」と表記されている。また、海外ではバイオマス由来のプラスチックを「bio-based plastic」と呼ぶことから、生分解性プラスチックと明確に区別するために「バイオマス起源プラスチック」あるいは「バイオ起源プラスチック」と呼ばれたり、「植物由来プラスチック」と呼ばれたりもしている。いずれにせよ、2つの性質のいずれを、あるいは両方を有しているかには注意が必要である。
以下は、バイオマスを原料としたプラスチックである、バイオマスプラスチックの説明である。

## 原料
バイオマスプラスチックは、再生可能資源である生物資源（バイオマス）を原料とするプラスチックである。合成方法は、大きく二つの種類に大別される。一つ目は、トウモロコシやサトウキビ由来のデンプンや糖を原料にして、それらを発酵などによって異なる物質に転移させ、モノマーを合成した後、それを重合したポリマーである。例えば、乳酸の重合体であるポリ乳酸（PLA）や、微生物が産生するポリヒドロキシアルカノエート（PHA）がある。二つ目は、植物などから、セルロースなどの多糖を抽出し、そのポリマー骨格の構造を活かしながら誘導体化することによって、熱可塑性を付与したもの（セルロースアセテートなど）である。
技術的には木、米、生ゴミ、牛乳等からも製造可能であるとされている。
バイオマスを原料としたポリマーは、化石資源由来のポリマーが合成される以前から、広く研究されていた（主にニトロセルロースなどのセルロース誘導体）。しかし、20世紀前半からは、化石資源由来の高性能なポリマーが、安価かつ大量に作成されるようになり（ナイロンやポリプロピレンなど）、その研究は下火となった。20世紀後半からは、社会的な環境意識の高まりによって、再びバイオマスを原料とした材料に注目が集まっている。

## 性質
バイオマスプラスチックは、元来地上にある植物を原料とするため、地上の二酸化炭素の増減に影響を与えないカーボンニュートラルの性質をもつ材料とされる（バイオマスプラスチックを燃焼して、大気中へ排出された二酸化炭素は、光合成によって再び植物に固定される）。この性質がバイオマスプラスチックを”環境にやさしい”とする理由である。ただし、従来のプラスチックと同様にバイオマスプラスチックの製造時にもエネルギーを必要とするため、完全なカーボンニュートラルではないとの意見もある。
焼却する場合、燃焼熱が低い上、ダイオキシン類が発生しない。
バイオマスプラスチックの多くは、生分解性プラスチックとしての性質を持つ。微生物によって水と二酸化炭素に分解され、その二酸化炭素を元に植物が光合成によってデンプンを作り出し、デンプンからまた生分解性プラスチックの原料を作り出すことができるので循環性がある。
一方で、バイオマスを原料としたバイオPETやバイオPE（レジ袋などに利用される材料）は、性能的には通常のPETやPEと同一であり、生分解性を持たない。バイオマス由来であることと、生分解性があることは、必ずしも一致しないため、注意が必要である。（バイオマス由来≠生分解性）

## 問題点

### 食料への影響
食料作物との競合、耕作地の競合により食料作物価格の高騰を招く恐れがある。適切な農地の利用をすれば競合は起きないとの意見もある
。
しかし、人口増加により近い将来食料不足が危惧されており、
2050年には人口が92億に達すると予想され、それらを養うため2012年の食料生産全体の1.6倍、穀物は 1.7
倍生産量を引き上げる必要があるとされる
。
また、温暖化により作物の生産が減少する可能性がある
。
廃棄物を素材にするなど、バイオプラスチックの生産には食料の生産を妨げない原料が求められている。

### 海中への影響
環境配慮がなされているというイメージから、世界では、バイオプラスチックを活用した製品の製造・使用が積極的に行われている。しかし、「グリーンウォッシュ」
の一例ととらえられることがある。その理由は、堆肥化インフラが不足していることにより、適切な処理が行われず、海に流出した場合、マイクロプラスチックとなるためである。マイクロプラスチックは海洋生物を危険にさらす恐れがあり、海の環境汚染を引き起こす。結果として、バイオプラスチックは再生可能であり、地球温暖化を食い止める、というメリットを持つが、石油由来プラスチックと同じ影響を与えている、と指摘されている。海に流入するプラスチックの減少・削減には貢献しておらず、環境問題の直接的な解決には至っていないということが現状である。